# Црква Свете Марије Магдалине у Мокронозима
Црква Свете Марије Магдалине у Мокронозима је новоподигнути храм, настао из велике вере у Бога и велике љубави према Богу и свој Цркви верног народа села Мокронози. Овај храм који припада Српској православној цркви у Републици Српској је културно-историјски и духовни споменици Републике Српске  под окриљем Српске православнце цркве. Поред тога што представља  духовни културни и историјски споменике, православне цркве у Републици Српској, он је једна од дестинација свих туриста и увршћена у туристичку понуду Републике Српске.

## Положај
Црква Свете Марије Магдалине  се налази у селу Мокронози, смештеном  на левој обави реке Лима, непосредно уз град Прибој у Србији. Мокронози су највеће насеље у општини Рудо. Налазе се на њеном крајњем југоистоку, између Прибоја и села Миоче, између миочког гробља, на левој обали Лима. Изнад Мокронога уздиже се планина Бић која је и уједно природна граница између Републике Српске и Србије. Кроз Мокроноге протиче река Лим, а насупрот њима је и ушће Увца у Лим. Мокронози се граниче са селима Миоче и Увац у Републици Српској и селима Црнузи, Касидоли и Саставци у Републици Србији. Према попису становништва из 1991. у насељу је живело 611 становника.
Иако административно Мокронози припадају општини Рудо они због близине Прибоја и вековних животних веза и данас више гравитирају општини Прибој неголи својој матичној општини Рудо.

## Историја
Црква поносно носи име  Свете Марије Магдалине, која је по смрти Христа  три пут посетила његов гроб. А када Христос  васкрсао, она Га је два пута видела: једном сама, а други пут са осталим женама Мироносицама. Путовала је у Рим, изашла пред ћесара Тиберија, и предајући му јајце црвено обојено, поздравила га речима: Христос воскресе! У исто време оптужила ћесару Пилата за његову неправедну осуду Господа Исуса.  Скончала је мирно у Ефесу, и сахрањена, по предању, у оној истој пећини, у којој и седам младића, чудотворно успаваних на стотине година, по том оживелих, па онда умрлих.. Мошти св. Магдалине пренете су доцније у Цариград. у руски храм посвећен Светој Марији Магдалини.
Његово Високопреосвештенство Митрополит дабробосански Хризостом благоизволио је и освети храм Свете равноапостолне Марије Магдалине у Мокроногама, у општини Рудо, у 16. недељу по Духовима, или по календару 10. октобра 2021. године, на дан успомене на Светог мученика Калистрата,